# Gaspare Murtola
Gaspare Murtola (né vers 1570 à Gênes et mort à Corneto en 1625) était un poète et écrivain italien.

## Biographie
Gaspare Murtola naquit à Gênes vers 1570, dans une famille d'origine modeste. Après ses études de droit, il fut envoyé à Rome en qualité de secrétaire de son compatriote Giacomo Serra, devenu cardinal et commissaire de l’armée de Hongrie. Son emploi l’obligea à suivre ce prélat à la cour de l’empereur. 
Puis il alla à Turin avec Pietro Francesco Costa, évêque de Savone et nonce apostolique ; il devint secrétaire du duc de Savoie Charles Emmanuel. Peu de temps après, il publia son poème De la création du monde. Le Cavalier Marin, qui se trouvait alors à Turin, attaqua ce poème dans un sonnet fort piquant qu’il distribua à tous les seigneurs de la cour. Murtola, dont l’amour-propre était vivement blessé, répondit par une satire très violente : dès ce moment les deux adversaires ne gardèrent plus aucune mesure. Marin couvrit son ennemi de ridicule par sa Murtoléide, recueil de sonnets extrêmement mordants. En vain Murtola voulut y opposer la Marinéide ; les rieurs s’étaient déclarés contre lui ; furieux, il attendit un jour son rival dans la rue et lui tira un coup de pistolet. La balle blessa au bras un favori du duc, qui se promenait avec Marino. L’assassin, mis d’abord en prison, fut bientôt relâché grâce à la générosité de son adversaire qui sollicita pour lui la clémence souveraine. Quelque noble que fût ce procédé, Murtola conserva au fond de son cœur un vif ressentiment contre l’auteur de la Murtoléide, et il réussit, à force d’intrigues, à le faire partir de Turin. Il quitta lui-même cette capitale peu de temps après, et alla s’établir à Rome, où il obtint des places importantes. Murtola mourut en 1625.

## Postérité etMéduse
Outre son œuvre personnelle, la célébrité posthume de Murtola s'explique par une épigramme qu'il composa en 1600 à Rome où il témoignait de son admiration pour l'art du peintre Caravage, auteur de la Méduse peinte sur un bouclier de parement. Cette œuvre existe en deux exemplaires : celle du musée des Offices et celle dite « Murtola » qui a été décrite par le poète et a permis aux historiens de l'art de comprendre l'existence de deux boucliers similaires au lieu d'un seul.

## Œuvres
- (it) La cetra, Rome, Guglielmo Facciotto, 1600 (lire en ligne)
- (it) Rime, Venise, R. Meglietti, 1604 (lire en ligne)
- (it) Della creatione del mondo, poema sacro, Venise, B. Pulciani, 1608 (lire en ligne)
- (la) Duorum illustrium Poetarum Jo. Joviani Pontani etc. et Gasparis Murtulae J. C. Ianuensis, Naeniarum, sive Nutriciarum libri tres, Viterbe, Girolamo Discepolo, 1613
- (it) Delle Pescatorie di Gasparo Murtola, con la Creatione della Perla ed altre rime del medesimo, non più stampate, Rome, Euangelista Deuchino, 1614 (lire en ligne) – Li Provenzali, overo alcuni sonetti fatti all'antica, del medesimo, insieme con altre rime di lui, non più stampate, Venise, Angelo ed Evangelisto Deuchino, 1617, in-12.